# Qué lindo Cha Cha Cha
Qué lindo Cha Cha Cha es una película mexicana de comedia musical de 1955, escrita y dirigida por Gilberto Martínez Solares, y protagonizada por Ana Bertha Lepe y Andrés Soler.

## Sinopsis
El Diablo, molesto porque un Presidente Municipal mexicano está moralizando las costumbres del pueblo que gobierna, envía a uno de sus demonios subordinados a corromper el ambiente mediante la organización de un cabaret con garito. Para lograr el permiso del alcalde, se vale de una muchacha pobre del pueblo que está enamorada del hijo del funcionario. Consigue su objetivo. El escándalo que esto provoca pone en peligro el prestigio del alcalde y el hijo comienza a sospechar. Al ver a padre e hijo a punto de pelear, la joven se arrepiente y confiesa sus artimañas. El demonio encarnado que se ha enamorado de ella intenta conquistarla a la fuerza y, tras una furiosa lucha con el hijo del alcalde, es llevado de nuevo al infierno por sus colegas al haber fracasado en su gestión.

## Reparto
- Ana Bertha Lepe
- Andrés Soler
- Fernando Casanova
- Joaquín García «Borolas»
- José Venegas
- Hernán Vera